# Libor Míček
Libor Míček (29. března 1931 Bystřice nad Olší – 26. dubna 2004 Brno) byl československý pedagogický psycholog.

## Biografie
Po maturitě na reálném gymnáziu ve Frýdku-Místku v roce 1950 studoval do roku 1955 na Filozofické fakultě Univerzity Palackého v Olomouci odbornou psychologii, filozofii a historii jako učitelské obory. V roce 1968 dosáhl na Univerzitě Palackého doktorátu filozofie (PhDr.). V roce 1979 se stal kandidátem psychologických věd (CSc.) na Univerzitě Komenského v Bratislavě, roku 1986 byl jmenován docentem pro obor pedagogická psychologie. Profesorem pedagogické psychologie byl inaugurován na Masarykově univerzitě v Brně v roce 1991.
V roce 1990 byl jmenován mimořádným hostujícím profesorem (Adjunct Professor of Psychology) Mezinárodního institutu integračních humanitních věd (The International Institute of Integral Human Science) v Torontu v Kanadě.

### Odborná praxe
V letech 1955—1960 pracoval ve Výzkumném ústavu pedagogickém Praha (pobočka v Brně) na oddělení mládeže vyžadující zvláštní péče.
V letech 1960—1964 působil v Olomouci na pedagogickém institutu jako vedoucí kabinetu psychologie; jeho součástí byla i psychologická poradna pro vysokoškoláky.
Od roku 1964—2004 pracoval jako vysokoškolský učitel pedagogické a sociální psychologie na Filozofické fakultě Masarykovy univerzity v Brně a vedoucí oddělení pedagogické a poradenské psychologie. Vedl a recenzoval mnoho diplomových, rigorózních, disertačních, kandidátských a doktorandských prací.
V roce 1991 přednesl na mezinárodní konferenci Perestroika East + West v Montrealu přednášku Self Awareness, Self Esteem, Intuition + Kreativity as Essential Ingredients for Rehumanization.
V letech 1990—1991 byl jmenován prorektorem MU pro vybudování Slezské univerzity, která pak v roce 1991 i jeho zásluhou vznikla. Filozofická fakulta Slezské univerzity byla dislokována v Opavě a Obchodně podnikatelská fakulta v Karviné.
Vědecko-výzkumně a vědecko-prakticky se zabýval otázkami duševní hygieny, sebevýchovy a psychologie zdraví.
Od založení sekce psychologie zdraví Českomoravské psychologické společnosti v roce 1988 byl až do roku 2003 členem jejího prvního výboru.
Na Masarykově univerzitě v Brně se podílel také na činnosti Univerzity třetího věku.
Patřil mezi organizátory mnoha národních i mezinárodních konferencí a symposií, např. Duševní zdraví mládeže.
Jako vysokoškolský učitel byl vzorem pro studenty tím, že odborné a vědecké poznatky duševní hygieny aplikoval i ve svém osobním životě.
Pořádal také pro veřejnost hojně navštěvované pravidelné kurzy regenerace sil, duševní hygieny, hospodaření s časem, relaxace pro tělesné i duševní uvolnění, autogenního tréninku a zdravotně jógových cvičení. Usiloval o zavádění relaxačních cvičení pro děti a mládež do škol. Propagoval duševní hygienu, ekologickou (environmentální) psychologii, zdravý životní styl a psychologii zdraví; činil tak v tisku, v rozhlasových a televizních pořadech, a to nejen v tuzemsku, ale i v zahraničí.

## Publikační činnost (výběr)
Psychologické publikace
- Nervózní děti a mládež ve škole (Praha: SPN 1959, 1961).
- Sebevýchova a duševní zdraví (Praha: SPN 1976, 1982, 1984, 1986, 1988)
- Učitel a stres (1992, 1997) (s Vladimírem Zemanem)

Učební texty pro vysokoškolské studenty
- Základní pojmy duševní hygieny (Praha: SPN 1969, 1970)
- Vybrané kapitoly z duševní hygieny (1970)
- Základy psychologie pro inženýry (s Rudolfem Kohoutkem a Jozefem Kuricem, Brno: VUT, 1979)
- Autoregulační a sociální aspekty duševního zdraví (Praha: SPN 1980)
- Duševní hygiena (Praha: SPN 1984, 1986), celostátní vysokoškolská učebnice